# Госсар, Луи Мари
Луи Мари Госсар (фр. Louis Marie Gaussart; 1773–1838) — французский военный деятель, бригадный генерал (1813 год), барон (1813 год), участник революционных и наполеоновских войн.

## Биография
Родился в семье нотариуса и адвоката Этьена Госсара (фр. Anne Louis Étienne Gaussart; 1748—1803) и его супруги Мари Герен (фр. Marie Jeanne Françoise Guerin; 1749—1809).
15 июля 1792 года в возрасте 18 лет поступил на военную службу солдатом роты волонтёров округа Эперне, вместе с которой присоединился к 5-му батальону волонтёров департамента Мозель в составе Мозельской армии. 6 октября 1792 года произведён в старшие сержанты гренадерской роты. 8 июля 1793 года переведён в звании лейтенанта в 7-й батальон волонтёров департамента Марны, объединённый в 1794 году с 152-й пехотной полубригадой. Участвовал в кампаниях 1793—1795 годов в рядах Арденнской, Мозельской и Рейнской армий. С успехом выполнил поручение командующего по захвату вражеских аванпостов в аббатстве Флорен. 9 июня 1793 года сражался при Арлоне, при аббатстве Орваль, Виртоне и Буйоне. Отличился при штурме линий Виссембурга, где ему выпала честь во главе отряда стрелков подняться одним из первых на знаменитую гору Клембак. В ходе атаки Госсар был ранен сабельным ударом в правую руку и едва не попоал в плен. Присутствовал при взятии Лотербура 18 сентября 1793 года и Шпайера, при деблокаде Ландау, а также в сражении 28-30 ноября 1793 года при Кайзерслаутерне и Санкт-Венделе, где он потерял всё своё имущество.
24 августа 1795 года стал адъютантом генерала Пинона в Северной армии. 25 февраля 1797 года получил звание капитана, и был зачислен в 75-ю полубригаду линейной пехоты. Назначенный в Английскую армию в качестве помощника одного из сыновей генерала Дюгомье, штабного полковника. 24 января 1798 года главнокомандующий Кильмен поручил ему написание исторического журнала армии. 22 июля 1798 года возвратился к обязанностям адъютанта генерала Пинона в Западной армии. 7 августа 1800 года произведён в командиры батальона. 30 июня 1801 года определён в 21-й военный округ и 23 ноября того же года назначен адъютантом генерала Дежардена. С 1804 года служил в военном лагере Бреста. С 23 августа 1805 года Дежарден командовал 1-й пехотной дивизией 7-го армейского корпуса Великой Армии. Участвовал в Австрийской кампании 1805 года.
Госсар женился 18 июня 1806 года в Париже на Мари Катрин Фелисите де Сен-Жиль (фр. Marie Catherine Felicite de Saint-Gilles; 1769—1855), от которой имел дочерей Атали Апполину (фр. Athalie Appoline Gaussart; 1798—) и Анну Луизу Клер (фр. Anne Louise Claire Gaussart; 1802—1885).
В новой войне отличился в сражении 14 октября 1806 года при Йене и 26 декабря 1806 года при Голымине, где был ранен картечной пулей в левую ногу. 8 февраля 1807 года в сражении при Эйлау генерал Дежарден был убит. 14 февраля 1807 года произведён в майоры с назначением в 96-й полк линейной пехоты в гарнизоне Ландау. С 10 января 1808 года командовал 4-м временным пехотным полком 2-й бригады 1-й пехотной дивизии 3-го корпуса Армии Берегов Океанa, участвовал в боевых действиях в Испании, отличился в сражении 28 июня 1808 года при Валенсии, где был ранен пулей в грудь навылет, после чего вынужден был возвратиться в полковое депо в Тьонвиле.
23 марта 1809 года назначен вторым командиром 23-го временного пехотного полка, а 1 апреля 1809 года — вторым командиром 13-й временной полубригады в резервном корпусе генерала Жюно Армии Германии. Участвовал в Австрийской кампании 1809 года.
24 сентября 1809 года произведён Императором в полковники, и назначен командиром 18-го полка лёгкой пехоты, который в начале 1810 года отправился в Иллирийские провинции. Участвовал в Русском походе 1812 года в рядах 1-й бригады генерала Бертрана де Сивре 14-й пехотной дивизии генерала Бруссье 4-го корпуса вице-короля Италии Эжена де Богарне, сражался при Островно и Бородино. 24 октября 1812 года ранен пулей в правую ногу при Малоярославце. 16 ноября 1812 года получил пулевое ранение в правый глаз при Красном. При отступлении до Глогау командовал бригадой.
12 апреля 1813 года повышен до бригадного генерала. 17 апреля назначен в состав 3-го армейского корпуса. 12 августа 1813 года получил позволение возвратиться во Францию для излечения ран и 28 сентября 1813 года занял пост командующего департамента Ло и Гаронна. В 1814 году оборонял департамент от вторжения англичан, сражался при Рени и Марманде.
При первой Реставрации оставался без служебного назначения. В период «Ста дней» присоединился к Императору и 10 мая 1815 года назначен командиром бригады Национальной гвардии Наблюдательного корпуса Юры. Оборонял проход Руссе перед Море и 2 июля 1815 года во главе 500 солдат 81-го полка линейной пехоты и нескольких рот национальных гвардейцев сдерживал в течение 12 часов наступление 8-тысячного австрийского корпуса. После второй Реставрации определён 1 января 1816 года на половинное жалование. С 30 декабря 1818 года состоял в резерве Генерального штаба и 1 января 1825 года вышел в отставку.
Умер 9 декабря 1838 года в Париже в возрасте 65 лет, похоронен на кладбище Монпарнас.

## Воинские звания
- Старший сержант (6 октября 1792 года);
- Лейтенант (8 июля 1793 года);
- Капитан (25 февраля 1797 года);
- Командир батальона (7 августа 1800 года);
- Майор (14 февраля 1807 года);
- Полковник (24 сентября 1809 года);
- Бригадный генерал (12 апреля 1813 года).

## Титулы
- Шевалье Империи (фр. chevalier de l’Empire; декрет от 15 августа 1810 года, патент подтверждён 16 декабря 1810 года);
- Барон Госсар и Империи (фр. baron Gaussart et de l'Empire; декрет от 24 июля 1813 года, патент подтверждён 9 октября 1813 года)[2].

## Награды
Легионер ордена Почётного легиона (14 июня 1804 года)
 Офицер ордена Почётного легиона (10 сентября 1807 года)
 Кавалер военного ордена Святого Людовика (13 февраля 1815 года)
 Командор ордена Почётного легиона (14 сентября 1831 года)